# Западен регион (Гана)
Западният регион (на английски: Western Region) е един от регионите на Гана. На запад граничи с Кот д'Ивоар. Има излаз на Атлантическия океан. Площта на региона е 23 921 квадратни километра, а населението 3 023 529 души (по изчисления от септември 2018 г.). Столицата на региона е крайбрежният град Секонди-Такоради. Западният регион е разделен на 13 общини.